# Herpetogramma rudis
Herpetogramma rudis là một loài bướm đêm trong họ Crambidae.